# Десни сектор
Десни сектор (укр. Правий сектор, Pravyi sektor) је украјинска пронацистичка, крајње десничарска политичка странка и паравојна организација. Настала је у новембру 2013. године као паравојна конфедерација неколико радикалних националистичких организација на побуни Евромајдан у Кијеву, где су њени хулигани учествовали у сукобима и насилним нередима. Коалиција је постала политичка странка 22. марта 2014. године и тада је тврдила да има отприлике 10.000 чланова.
Главне оснивачке групе су биле организација Тризуб, који су предводили Дмитро Јарош и Андреј Тарасенко и политичка-паравојна организација УНА – УНСО (укр. Українська Національна Асамблея-Українська Народна Самооборона). Од осталих организација у састав Десног сектора су ушле и ултрадесничарска СНА  (укр. Соціал-національна асамблея) и паравојне организације <i>Патриот Украјине</i>, ултрарасистичке Бели Чекић, Карпатска Сич и Црни Комитет и многе навијачке групе. Бели чекић је избачен из организације у марту 2014. године, а наредних месеци, организација  <i>Патриот Украјине</i> је напустила савез, заједно са многим члановима УНА-УНСО.
Политичка идеологија десног сектора се може описати као националистичка, неофашистичка, десничарска, крајња десна и као неонацистичка. На украјинским парламентарним изборима 2014. Јарош и потпарол Десног сектора Борислав Береза су, као кандидати организације, освојили мандате у парламенту . На украјинским парламентарним изборима 2019. странка није освојила ни један мандат.
Од 5. априла 2015. Јарош је био саветник украјинских оружаних снага, а 11. новембра је званично одступио као вођа организације. Дана 27. децембра најавио је да ће се он и његов тим потпуно повући из организације, изјавивши да је Десни сектор испунио своју сврху „као револуционарна структура“ и да јој више није потребан. Изјавио је да су он и његова фракција против псеудореволуционарне активности која прети држави, обрубљује радикализам и која је била против насилних побуна против актуелне власти. У изјави десног сектора као одговор на Јарошев одлазак, десни сектор је изјавио да је раскол настао због настављања "револуционарног пута". Одлазак Јароша резултирао је одласком најмање 20% чланова десног сектора са њим. У фебруару 2016. Јарош је покренуо нову организацију под називом Владина иницијатива Јарош . Од 19. марта 2016. године Андреј Тарасенко је нови председник десног сектора.
На украјинским парламентарним изборима 2019. Десни сектор учествовао је на јединственој изборној листи са Владином иницијативом Јарош, Националним корпусом и Свободом. Ова коалиција је освојила 2,15% гласова и није освојила ни једно парламентарно место.

## Име
Назив организације на украјинском језику је Прави сектор, што у преведу значи Десни сектор. (међутим веома често се погрешно преводи као Прави Сектор) Име је, према неким изворима, изведено из напора групе да у једном тренутку током протеста заштити десну страну демонстраната Евромајдана, док према другим изворима због тога што су се националистички фудбалски навијачи, традиционално налазили на десном трибини стадиона. . Дмитриј Јарош је власник заштитног знака "Right Sector".

## Историја

### Порекло
Десни сектор формиран је крајем новембра 2013. године као конфедерација хулиганских навијачких и ултра- десничарских националистичке групе: Патриот Украјине, СНА, Тризуб, УНА – УНСО, Бели чекић и Карпатска Сич. Према BBC-у је кијевска организација Десног сектора формирана првенствено од стране фудбалских навијача који говоре руски језик.
Организација за себе тврди да баштини традиције пронацистичке Украјинске устаничке армије, која се у Другом светском рату борила против Совјетског Савеза. Вођа Десног сектора, Јарош је обучавао разне наоружане националисте од распада Совјетског Савеза.
Десни сектор тврди да је примао донације од украјинске дијаспоре.

### Учешће у Евромајдану
Десни сектор постао је један од главних актера у рушилачким немирима и радикализацији истих, јануара 2014. Дана 19. јануара 2014, милитанти десног сектора, како је касније рекао Јарош, „дали су нови замах револуцији“ [39] - започели су уличне битке у Кијеву, покушавајући да се пробију до владиних зграда и Врховне Раде Украјине. Тај исти дан, организација је позвала своје чланове користе Молотовљеве коктеле и бомбе против органа реда. Влада Виктора Јануковича квалификовала је то као екстреман потез и запретила починиоцима затвором. Тог 19. јануара је и један од опозиционих вођа Виталиј  Кличко покушао зауставити насиље Десног сектора и спречити  сукоб с полицијом. Међутим, извиждан је. Арсениј Јацењук, покушавајући да се дистанцира од радикала, изјавио је у то време: „Ово није наш пут, ово је пут Јануковича“. Стате Департмент, који је тражио да председник Виктор Јанукович настави преговоре са опозицијом, такође је оштро критиковао поступке Десног сектора: „Агресивне акције припадника екстремне десничарске групе Десни сектор су неприхватљиве, подстичу страсти на улицама и подривају напоре мирних демонстраната".
Десни сектор је описан као најорганизованија снага Евромајдана када је у питању сукоб са полицијом. И сам Десни сектор тврди да је био главни организатор терористичких и насилних напада на државу и државне органе током Евромајдан. Јарош је изјавио да је група располаже огромним арсеналом оружја; укључујући и пушке узете из полицијских станица у западној Украјини. Неретко, Десни сектор се постављао као трећа страна током Евромајдан протеста. Тако рецимо, на конференцији за штампу 31. јануара, представници Десног сектора и авганистански ветерани изразили су жељу да у преговорима владе и парламентарне опозиције делују као трећа страна, а у супротном десни сектор задржава право на "независне и адекватне акције које могу надићи уставни оквир ”. Преговори су се, међутим, одвијали без њиховог учешћа.
До половине фебруара, преговори председника Украјине Виктора Јануковича и лидера парламентарне опозиције довели су до уступака од стране власти: на ванредном састанку Врховне Раде, поништени су спорни закони, најављена амнестија за учеснике нереда  и усвојене оставке  премијера и министра, председник Јанукович пристао да се крене у формирање коалиционе владе, опозиција је почела делимично да деблокира улице у центру Кијева и ослобађа зграде Кијевске градске управе и регионалних управа које су биле под њеном контролом.
Међутим, 17. фебруара, „Десни сектор“ је у потпуности мобилисао своје снаге и кренуо у напад, што је довело до крвопролића у центру Кијева. Током дана и наредне ноћи смртно је настрадало 25 људи, више од 350 је повређено, док је више од 250 је хоспитализовано. У наредним даним, број мртвих у Кијеву је достигао  77.
Дана 20. фебруара, Дмитро Јарош лично се састао са председником Виктором Јануковичем и, према његовим речима, одбио је да прихвати председничку понуду о прекиду ватре. Дана 21. фебруара, када су лидери парламентарне опозиције јавно објавили услове Споразума о решавању кризе потписаног са председником Јануковичем, представници Десног сектора су изјавили да нису задовољни постепеним политичким реформама наведеним у документу и затражили да председник Јанукович одмах поднесе оставку - у супротном, најавили су намеру да нападну председничку администрацију. "Прави сектор" тако никад није испунио једну од главних тачака Споразума - о предаји оружја.

### Након промене власти у Украјини
Јарош  је, 22. фебруара 2014.  затражио забрану активности Партије региона и Комунистичке партије Украјине као "анти-народне, анти-украјинске снаге на чијој савести леже бројне несреће украјинског народа".
Јарош је наводно тражио да буде постављен за потпредседника владе, али је његов захтев одбијен. Уместо тога, 26. фебруара му је понуђено мјесто замјеника секретара Вијећа за националну сигурност и одбрану  али Јарош ју је одбацио као недовољно значајну. Било је и дискусија о именовању Јароша за замјеника шефа Службе сигурности Украјине.
Дана 7. марта руководство десног сектора затражило је од власти да се отворе војни арсенали и „Десном сектору“ пребаци део оружја и војне опреме, као и неколико војних центара за обуку, неопходних „за висококвалитетну обуку бораца“ Десног сектора “, јер они морају да учествују у обезбеђивању територијалног интегритета Украјине“.
Јарош је 8. марта на конференцији за новинаре за украјинске и стране медије објавио своју намјеру да учествује на превременим председничким изборима. Према његовим речима, одлуку је донео политички савет организације.
Дана 12. марта, политички савет покрета Десни сектор упозорио је нове власти Украјине на неприхватљивост одлагања председничких избора и затражио да се ванредни избори буду одржани на свим нивоима власти са циљем „потпуног ресетовања“ земље.
Као што је познато из изјаве политичког савета покрета "Десни сектор", покрет је почео да ствара своје јединице у источној Украјини ("Десни сектор (исток)" - у Харковској, Доњецкој, Полтавској и Луганској области - ради координације активности покрета широм земље. Андреј Билетски постављен је за шефа покрета на истоку земље.
Дана 11. марта 2014. године, опозициони лидер руске Думе Валериј Рашкин позвао је руске специјалне службе да "ликвидирају"  Јароша и лидера Десног сектора за западну Украјину,  Александра Музичка. Рекао је да се Музичко борио на страни чеченских сепаратиста против руских трупа и да је оптужен за разбојништво.
На конгресу покрета у Кијеву 22. марта 2014. године,  одлучено је да се Десни сектор трансформише у политичку странку. За вођу странке изабран је Дмитриј Јарош, кога је странка одлучила да предложи за кандидата на ванредним председничким изборима. Јарош је на крају ипак регистроване као страначки већ као независни кандидат за председника.
Музичко је убијен у Ровно, Украјини, 24. марта 2014. године. Сведок је рекао локалној информативној служби да је десетак мушкараца извело Музичка из кафића, везало га лисицама и претукло њега и два телохранитеља. Други су рекли да су касније чули два пуцња у близини кафића. Украјинско министарство унутрашњих послова изјавило је да је упуцан након што је отворио ватру на полицијске и специјалне јединице. Ухваћен је жив и ухапшен, али је преминуо од рана пре него што су стигли до хитне помоћи. Полиција је саопштила да су га хапсили због сумње у организовани криминал, хулиганство и претње јавним званичницима.
Представници Десног сектора прозвали су одговорним  министра унутрашњих послова Арсена Авакова за његову смрт и обећали да ће му се осветити. Присталице Десног сектора су 27. марта 2014. године затражиле Аваковљеву оставку и покушале да нападну Врховну раду (украјински парламент). Следећег дана, висока представница Европске уније за спољне послове, Кетрин Ештон, изјавила је, „најоштрије осуђујем притисак активиста Десног сектора који су опколили зграду украјинске Парламентарне скупштине. Такво застрашивање парламента је против демократских принципа и владавине закона".
Дана 31. марта 2014. године пијани активиста Десног сектора почео је пуцати у близини ресторана у центру Кијева. Три особе су рањене, укључујући заменика шефа Градске државне управе у Кијеву .
Око 50 активиста Десног сектора, 11. априла  окупирало је седиште  регионалне организације Комунистичке партије Украјине у Ровну  и затражило да обуставе своје активности и пренесу власништво својих просторије у власништво локалних јавних организација. (83)

### Проруски сукоб 2014. године и резултати избора у Украјини 2014. године
Дана 24. априла 2014. године Десни сектор објавио је да сели своје седиште из Кијева у Дњепропетровск како би надгледао ситуацију на истоку Украјине  и да је почео да формира посебан батаљон „Донбас“ за своје паравојне операције у рату у Донбас.
Дана 22. априла 2014, проруски побуњеници у Словјанску су држали притвореног неколико дана америчког новинара Симона Островског под сумњом да је шпијунирао за групу.
Украјинско министарство правде 22. маја 2014. године званично је регистрован Десни сектор као политичку странку. Регионални шеф рекао је за Валл Стреет Јоурнал да је странка мање заинтересована за функције, а више за испуњавања обећања. У председничкој трци 25. маја 2014. Јарош је добио 127.000 гласова, 0,7% од укупног броја гласова.   Сама странка је постигла око 1,7%. На украјинским парламентарним изборима 26. октобра 2014. Јарош као кандидат десног сектора освојио је место у парламенту. Десни сектор није учествовао на украјинским локалним изборима у октобру 2015. године .

### Након Јарошевог одласка
Јарош је поднео оставку на место лидера десног сектора 11. новембра 2015. Крајем децембра 2015. године, он је најавио да формира нову политичку странку која ће почети са радом у фебруару 2016. године. У фебруару 2016. основао је нову организацију под називом Владина иницијатива Јарош . Одлазак Јароша резултирао је одласком најмање 20% чланова десног сектора са њим. На страначком конгресу од 19. марта 2016. године, Андреј Тарасенко изабран је за председника Десног сектора. Пре Евромајдана он и Јарош су били водеће личности Тризуба. Тарасенко се у марту 2016. заветовао да ће десни сектор учествовати на свим изборима у Украјини .
Дана 19. новембра 2018. године Десни сектор подржали су кандидатуру Руслана Кошулинског на украјинским председничким изборима 2019. године . На изборима је Косхулински добио 1,6% гласова.
На украјинским парламентарним изборима 2019. Десни сектор учествовао у коалицији са политичким странкама Свобода, Владином иницијативом Јароша и Националним корпусом . Јарош је био трећи на овој партијској листи, а Тарасенко четврти. Али на изборима су освојили 2,15% гласова, што је мање од половине неопходне за изборни праг од 5%, а самим тим нити једно посланичко место нису освојили .

## Паравојне операције

### Украјински добровољачки корпус
Десни сектор има свој добровољачки батаљон који се бори у рату на Донбасу . Формиран је крајем априла 2014. 19. јула 2014. године Десни сектор је изјавио да је спреман да обезбеди 5.000 људи за борбу, уколико војска обезбеди одговарајућу борбену опрему. Дванаест им је борац настрадало у заседи августа 2014. у близини Доњецка. Јарош је обећао њихову освету. Војна јединица Десног сектора укључује и педесетак грађана Русије и Белорусије. Чланови долазе из свих делова Украјине, укључујући Донбас и Крим; Русију; друге бивше совјетске републике; и западне земље.

## Идеологија

### Опис странке
Идеологија странке темељи се на украјинској националној идеји. Та странка сматра да је идеја о нацији шира од појма народа као етноса, а опет ништа ни близу космополитском концепту "политичке нације". Нација је свесно и ефективно јединство људи обједињених око идеје слободе која је заснована на етно-социјалним и духовно културним факторима. 
Украјински национализам јесте
- Идеологија националне слободе, слободе људи и људи [68]
- Идеја и разлог у име Украјине
- Идеологија одбране, очувања и државне тврдње украјинске нације
- Филозофија националног постојања

Главна компонента нациоцентричног става десног сектора је нацио-егзистенцијална Шевченкова мисао, заснована на заштити, развоју и оживљавању нације на основу националног императива или апсолутног поретка.
Према њиховој литератури, идеалистички поглед на свет својствен је украјинском национализму.

### Описи у научном раду
Шехостов је написао да се Патриот Украјине и Социјална национална скупштина, који су расистички и баве се стварним или симболичким насиљем над мањинама, такође противе коришћењу алкохола и дрога. (Такође), према Шехотсову, „Главна особина украјинске крајње деснице је да њен главни непријатељ нису имигранти или националне мањине, као што се то често дешава са крајњом десницом са седиштем у ЕУ, већ са Кремљом “.

### Описи у штампи
Прави сектор BBC News је описао као "украјинску националистичку групу"  и "кровну организацију крајње десних група". Time га је описало као "радикалну десничарску групу ... коалицију милитантних ултранационалиста", са идеологијом која "граничи са фашизмом". Њујорк тајмс је описао као "националистичку групу" и "коалицију украјинских националистичких група које су некоћ биле границе".
Guardian га је идентификовао као "националистичку украјинску групу"; Ројтерс као "крајње десна националистичка група"; Agence France Presse као "крајње десна" група; и Wall Street Journal као "кровна група за крајње десне активисте и ултранационалисте".
New York Times и Le Monde Diplomatiqueописали су неке од конститутивних група десног сектора као радикалну десничарску, неофастичку или неонацистичку, али дистанцирану од антисемитизма.
Асошијетед прес назвао је то "радикалном ултранационалистичком групом ... коју је руска државна пропаганда демонизовала као фашисте".
Руска агенција за новине и информисање приказала је десни сектор као "радикалну крајње десничарску опозициону групу" и рекла да су "руски државни медији покушали да демонстрације представе као покрет који је претежно фашистички".
РТ Невс мрежа (раније Руссиа Тодаи) ТВ Невс представила је то као "украјинску радикалну неофашистичку" групу.

### Остале Украјинске и политичке странке
У интервјуу, Јарош је изјавио да Десни сектор и Свобода "имају пуно заједничких ставова када су у питању идеолошка питања", али да десни сектор "апсолутно не прихвата одређене расистичке ствари које [припадници Свободе] деле"." Тарасенко је цитирао Степана Бандеру, наводећи: "Ми смо непријатељи онима који говоре да нема Украјине, или Украјинаца, или   ... украјински језик . " 
Према новинару Олегу Шинкаренку, Јарош је наговестио да се десни сектор противи хомосексуалности и такође наговестио да право нације крши људска права. Њујорк тајмс пише да је "Десни сектор, коалиција ултранационалистичких и у неким случајевима неонацистичких организација", покушао да се дистанцира од антисемитизма, позивајући се на Јарошево обећање да ће се борити против расизма у Украјини . Према Spiegel Online, Дмитро Јарош је изјавио да антисемитизам није део идеологије десног сектора.
Тарасенко је изјавио да група нема "фобије", да поштује сваки други народ и да подржава модел националне државе .

### Однос према Европи
Интернет страница Десног сектора каже да њени чланови не вјерују "царским амбицијама" ни Русије ни Запада. Јарош је за рекао да су антихришћанске организације активно дјелују у ЕУ-у и да Европска комисија (а не држава чланица) има контролу над животним стиловима, попут хомосексуалних бракова. Не види Европу или НАТО као потенцијалног партнера и верује да су део коалиције против Украјине.

### Домаћа политика
Десни сектор има позицију да становништво треба да задржи и носи оружје, као у Швајцарској. Јарош је рекао New York Times да адвокати организације раде на нацрту закона по узору на швицарске појмове о посједовању ватреног оружја.

### Морална питања
Према историчару и политологу Андреасу Умланду Десни сектор је ултрахришћански, конзервативан и радикално-националистички покрет.
Дана 2. јуна 2015. странка је послала отворено писмо градоначелнику Кијева Виталију Кличку тражећи од њега да откаже параду поноса која ће се одржати два дана касније наводећи „опасност од провокација“. У писму је цитиран и главни надбискуп Украјинске гркокатоличке цркве Свиатослав Шевчук наводећи "Украјина одбацује лажне вредности као што је родна идеологија". У писму се такође тврди да Европљани и даље имају неодређен став у вези са "ЛГБТ" популацијом, оправдавајући то тврдњом да је "абортусу Пољској забрањен, а тек да не спомињемо постојање истополних бракова". У свом посту на Фацебооку лидер Десног сектора Јарош је тврдио да је парада геја поноса "пљувала по гробовима оних који су бранили и умрли за Украјину" и обећао је да ће чланови покрета "ставити на страну све друге послове како би спречили оне, који мрзе породицу, морал и људску природу, да спроведу своје планове. Имамо и других ствари које треба да урадимо, али ћемо се морати суочити са тим злом “, написао је. Портпарол Десног сектора Артем Скоропадскиј је изјавио о паради поноса "геј пропаганда је деструктивна и наноси штету нашој хришћанској нацији, а то не можемо дозволити". Парада поноса је одржана али током марша пет полицајаца је повређено у сукобима када су неидентификоване особе напале митинг димним бомбама и камењем. Десни сектор је осудио насиље. Скоропадскиј је том приликом изјавио "Не можемо тући слабе особе попут гејева - то би била срамота!" .

## Саставне групе

### Сич
Сич (Carpathian Sich, Карпатська Січ) је козачки батаљон из Транскарпатије . Његово име потиче од украјинско-козачког термина за командно и административно средиште.

### Тризуб
Тризуб је крајње десна  украјинска паравојна организација основана 1993. године од организације Конгрес украјинских националиста (бивша бандерска фракција Организације украјинских националиста). Потпуно име му је Све-украјинска организација Степана Бандере ″ Тризуб ″ . Као главни циљ наводи, стварање украјинске уједињене независне државе. Према Тризубу, његови непријатељи у достизању овог циља су ″ империјализам и шовинизам, фашизам и комунизам, космополитизам и псеудонационализам, тоталитаризам и анархија, свако зло које жели паразитирати на зноју и крви Украјинаца ″.

### UNA-UNSO
Украјинска национална скупштина - Украјинска национална самоодбрана (УНА – УНСО) је украјинска политичка организација која се у Украјини и иностранству сматра крајње десницом. Добровољачки батаљон фракције је је 1993. учествовао у рату у Абхазији.

## Резултати избора

### Врховна Рада
| Година | број гласова | % гласова људи | Укупна освојених места |
| ------ | ------------ | -------------- | ---------------------- |
| 2014.  | 284.943      | 1.80           | 1 / 450                |
| 2019.  | 315.530      | 2.15           | 0 / 450                |

### Предсједнички избори
| Изборна година | Кандидат          | Број гласова у првом кругу | % гласова у првом кругу | Број гласова у другом кругу | % гласова у другом кругу |
| -------------- | ----------------- | -------------------------- | ----------------------- | --------------------------- | ------------------------ |
| 2014.          | Дмитриј Јарош     | 127,772                    | 0.70                    | -                           | -                        |
| 2019.          | Руслан Кошулински | 307.240                    | 1.62                    | -                           | -                        |